# حلبة مونجويك

المسار

حلبة مونجويك (بالكتالانية:Circuit de Montjuïc) هي حلبة سباق سابقة تقع على تلة مونجويك في مدينة برشلونة بمنطقة كتالونيا. استضافة جائزة إسبانيا الكبرى للدراجات النارية من 1950 إلى 1968. تستضيف أيضا سباقات الفورمولا 1.